# Крстаче
Крстача или Крстаче (серб. Крстаче / Krstače) — село в общине Билеча Республики Сербской Боснии и Герцеговины. В настоящее время село необитаемо.

## Население[4]
Население по годам:
- 1961 год — 114 человек;
- 1971 год — 75 человек;
- 1981 год — 31 человек (все сербы);
- 1991 год — 36 человек (все сербы).